# 국도 제325호선 (중국)
국도 제325호선(중국어: 325国道)은 광둥성 광저우시를 출발하여, 광시 좡족 자치구 난닝시까지 이어주는 총 연장 868 km 구간을 가진 일반 국도 노선이다.

## 주요 경유지
주요 경로 및 거리는 다음과 같다.
| 주요 경로 및 거리 |           |
| \| 도시 \| 거리 (km) \| \| ----------------------- \| --------- \| \| 광둥성 광저우시 \| 0 \| \| 광둥성 포산시 \| 10 \| \| 광둥성 허산시 \| 47 \| \| 광둥성 카이핑시 \| 103 \| \| 광둥성 언핑시 \| 162 \| \| 광둥성 양둥구 \| 207 \| \| 광둥성 양장시 \| 257 \| \| 광둥성 양시현 \| 311 \| \| 광둥성 뎬바이구 \| 397 \| \| 광둥성 우촨시 \| 435 \| \| 광둥성 마장구 \| 505 \| \| 광둥성 쑤이시현 \| 520 \| \| 광시 좡족 자치구 허푸현 \| 668 \| \| 광시 좡족 자치구 난닝시 \| 868 \| |           |
| 도시 | 거리 (km) |
| 광둥성 광저우시 | 0         |
| 광둥성 포산시 | 10        |
| 광둥성 허산시 | 47        |
| 광둥성 카이핑시 | 103       |
| 광둥성 언핑시 | 162       |
| 광둥성 양둥구 | 207       |
| 광둥성 양장시 | 257       |
| 광둥성 양시현 | 311       |
| 광둥성 뎬바이구 | 397       |
| 광둥성 우촨시 | 435       |
| 광둥성 마장구 | 505       |
| 광둥성 쑤이시현 | 520       |
| 광시 좡족 자치구 허푸현 | 668       |
| 광시 좡족 자치구 난닝시 | 868       |

## 같이 보기
- 아시안 하이웨이 1호선